# فرودگاه صحرایی اشییا
فرودگاه صحرایی اشییا (به انگلیسی: Ashiya Air Field) یک فرودگاه نظامی است که یک باند فرود بتن دارد و طول باند آن ۱۶۴۰ متر است. این فرودگاه در کشور ژاپن قرار دارد .